# 完颜骨赧
完颜骨赧，亦作完颜谷赧、完颜骨𧹞，金朝将领，女真族，完颜氏，完顏冶訶之子。
完颜骨赧善骑射，有才干，参与讨伐桓赧、散达、乌春、窝谋罕、留可，都立下功劳。跟随太祖阿骨打攻辽国，在宁江州出河店作战，击破辽帝亲军，以力战受赏。袭其父谋克。领秦王完颜宗翰千户，取中京（今内蒙古宁城县西）、西京（今山西大同市），完颜宗翰伐北宋，围攻太原未下，回到西京。受命以右翼军佐银术可守太原，击败汾州、团柏、榆次、岚州、宪州、潞州援军，金军围开封府，引万户军，多次击败宋朝援军，引兵攻克宪州、潞州等州。收抚保德军、火山军，后领军镇夏边，在职十二年。金太宗天会八年（1130年），授世袭猛安。金熙宗天眷初年，为天德军节度使，致仕。官至开府仪同三司。八十五岁去世。